# Ollan Cassell
Ollan Conley Cassell (Nickelsville, 5 ottobre 1937) è un ex velocista statunitense, vincitore di una medaglia d'oro ai Giochi olimpici.

## Palmarès
| Anno | Manifestazione      | Sede      | Evento      | Risultato | Prestazione | Note            |
| ---- | ------------------- | --------- | ----------- | --------- | ----------- | --------------- |
| 1963 | Giochi panamericani | San Paolo | 200 m piani | Argento   | 21"23       |                 |
| 1963 | Giochi panamericani | San Paolo | 4×100 m     | Oro       | 40"40       |                 |
| 1963 | Giochi panamericani | San Paolo | 4×400 m     | Oro       | 3'09"62     |                 |
| 1964 | Giochi olimpici     | Tokyo     | 4×400 m     | Oro       | 3'00"7      | Record mondiale |